# The Curse of Frankenstein

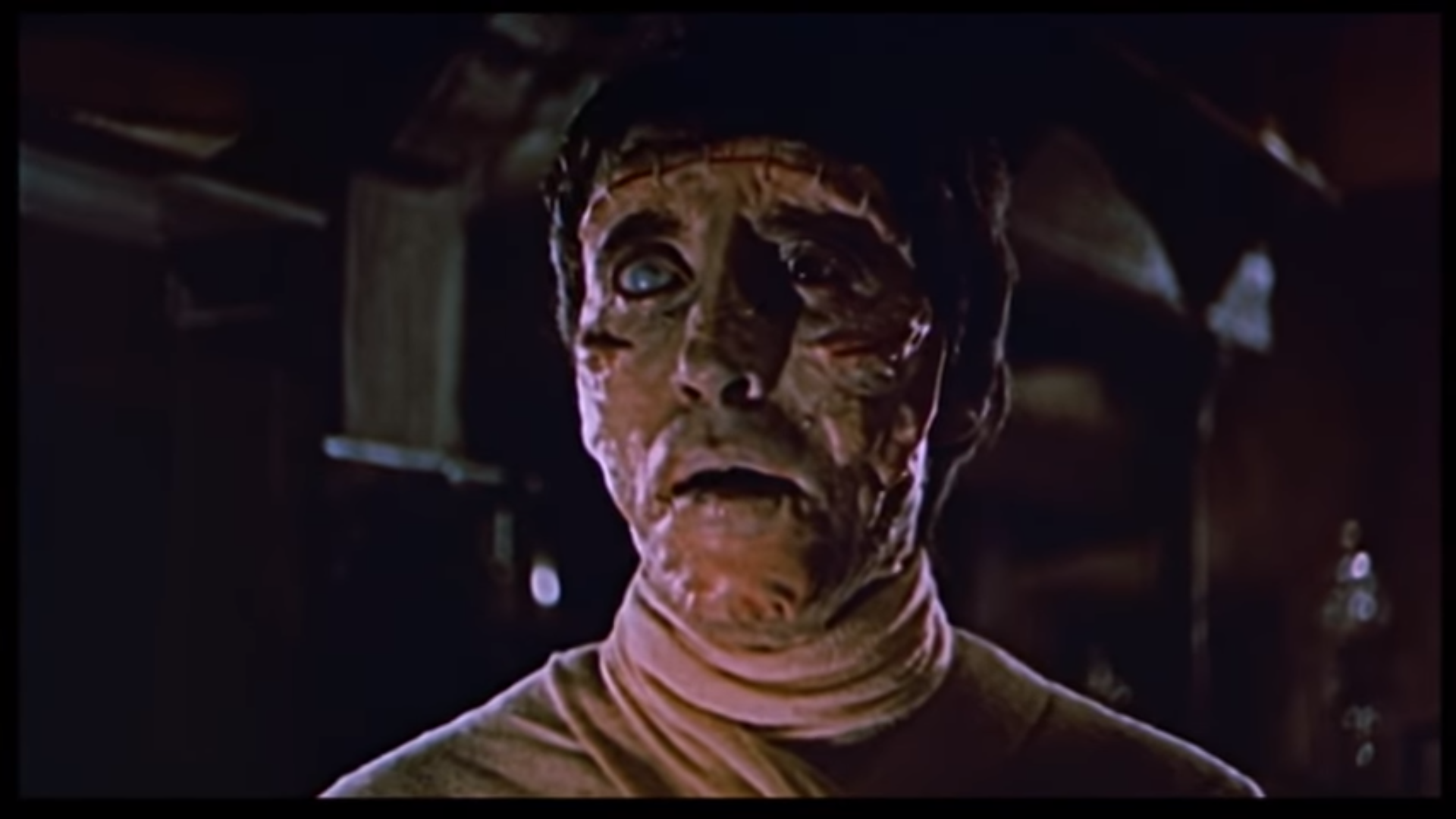
Caracterização de Christopher Lee como a criatura.

The Curse of Frankenstein é um filme de terror britânico de 1957 da Hammer Film Productions, vagamente baseado no romance Frankenstein (1818) de Mary Shelley. Foi o primeiro filme colorido de terror da produtora e o primeiro de sua série sobre o personagem. Seu sucesso mundial originou além de varias sequências, outras releituras do estúdio sobre clássicos do horror, já filmadas nas décadas de 1930 e 1940 pela Universal Pictures, como Dracula (1958) e A Múmia (1959) e estabeleceram a "Hammer Horror" como uma marca distintiva do cinema gótico. O filme foi dirigido por Terence Fisher e é estrelado por Peter Cushing como Victor Frankenstein, Hazel Court como Elizabeth e Christopher Lee como a criatura.

## Sinopse
O Barão Frankenstein (Peter Cushing), prestes a ser executado na guilhotina, relata sua história ao padre local. Sua juventude como herdeiro de uma fortuna, seus estudos com seu mentor Paul Krempe (Robert Urquhart), as suas pesquisas, culminando com a descoberta de como devolver à vida criaturas mortas, quando ele decide criar um ser humano a partir de restos mortais - mas alguns imprevistos tornam sua criatura (Christopher Lee) um ser agressivo e irracional.

## Elenco
- Peter Cushing como Victor Frankenstein
- Robert Urquhart como Paul Krempe
- Hazel Court como Elizabeth
- Christopher Lee como A Criatura
- Melvyn Hayes como o jovem Victor
- Valerie Gaunt como Justine
- Paul Hardtmuth como Prof. Bernstein